# 王士章
王士章（？年—？年），云南臨安府河西县（今玉溪市通海县河西镇）人。明末政治人物。

## 生平
天啓七年（1627年）丁卯科云南乡试舉人，崇祯四年（1631年）辛未科进士，以户部员外郎督饷蓟辽，历官真定府、保定府知府。以奉养母亲告归，其母寿至九十七岁，王士章对母亲极为孝顺，每当因事发怒时，母亲来則解怒。妻子赵氏是萬曆庚戌进士、前保定知府赵琦的女儿，幼年时随父到保定，一日早起洗漱时，遗失金簪在壁間。后来王士章任保定知府时，赵氏又跟随丈夫赴任，在原地重新捡回金簪，人们都恨惊异，王士章还与宾客作诗纪录此事。